# Спиллиарт, Леон
Леон Спиллиарт (нидерл. Leon Spilliaert, 28 июля 1881, Остенде — 23 ноября 1946, Брюссель) — крупнейший бельгийский художник-символист.

## Биография
Родился в Остенде в семье мелкого предпринимателя. В 1899 году, в возрасте 18 лет, начал посещать Академию художеств в Брюгге, но через несколько месяцев бросил учёбу. В 1900 году вместе с отцом посетил Всемирную выставку в Париже, где познакомился с работами современных ему художников-символистов, таких как Ян Тороп, Джованни Сегантини, Густав Климт, Фердинанд Ходлер и Уолтер Крейн. С 1903 по 1904 год работал у известного брюссельского издателя Эдмона Демана, где познакомился со знаменитым поэтом Эмилем Верхарном. В 1903 году, после неудачного романа с дочерью своего работодателя, Спиллиарт впал в депрессию, попытался наняться на службу в Бельгийское Конго, но не был принят по медицинским противопоказаниям. В январе 1904 года с помощью рекомендательного письма Верхарна он поступил в издательство в Париж и работал там до ноября того же года.

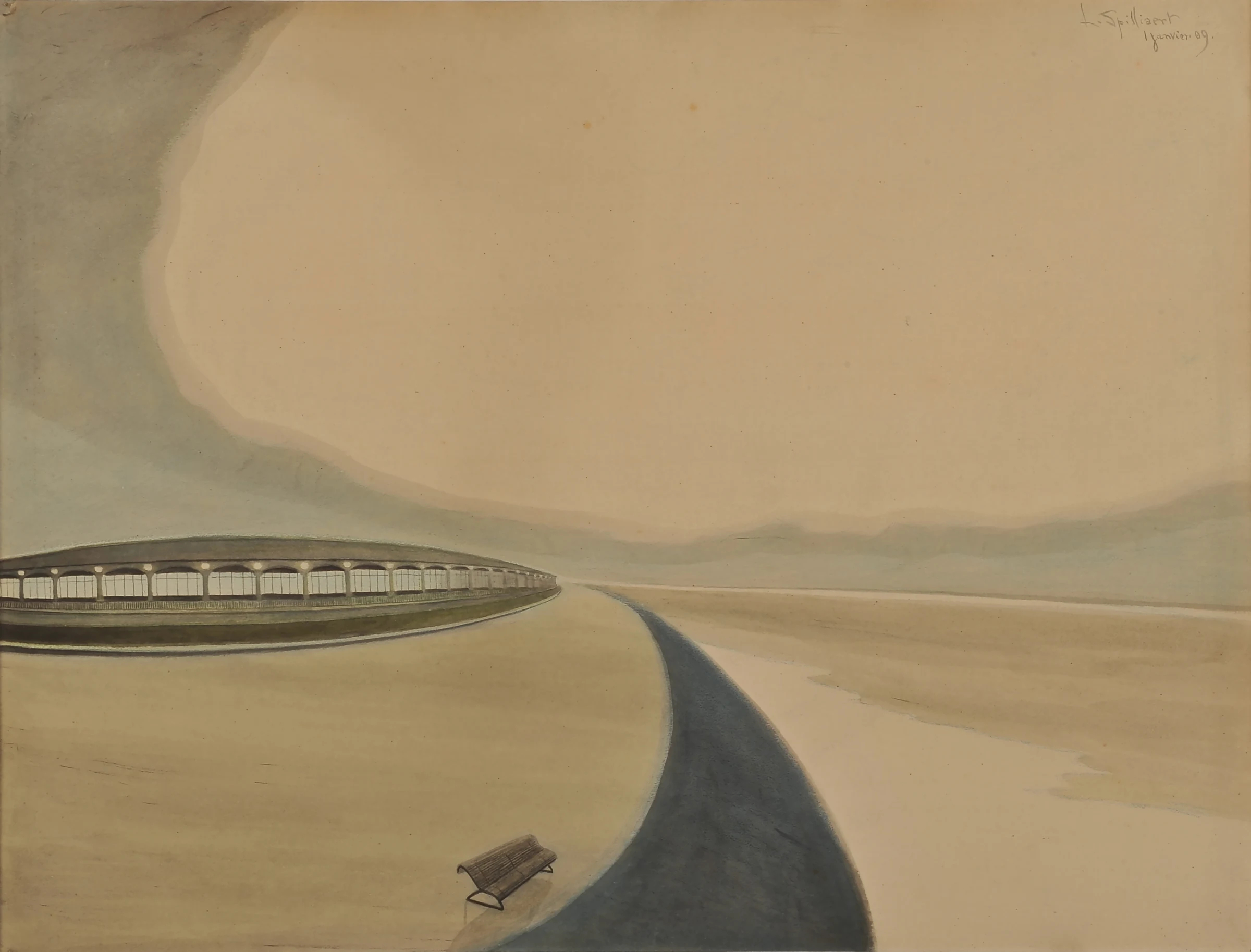
Дамба и Курзал в Остенде (1909)

В 1907 году по просьбе Демана Спиллиарт выполнил иллюстрации к книге поэта Фернана Кромменлинка «Скульптор масок» (Le sculpteur de masques). Хотя иллюстрации рассматривались как творческая неудача, Спиллиарт подружился с Кромменлинком. В 1908 году через Верхарна он познакомился в Вене со Стефаном Цвейгом.
В 1911 году Леон Спиллиарт участвовал в Салоне независимых (фр. Salon des Indépendants) в Брюсселе. Это была крупная выставка, в которой приняли участие, например, Александр Архипенко, Альбер Глез, Робер Делоне и Фернан Леже, а для того, чтобы представить раздел кубизма, приезжал Гийом Аполлинер. Работы Спиллиарта имели успех у художественной критики, что стало прорывом в его карьере. В 1912 году его работы были выставлены в галереях в Париже и Брюсселе.

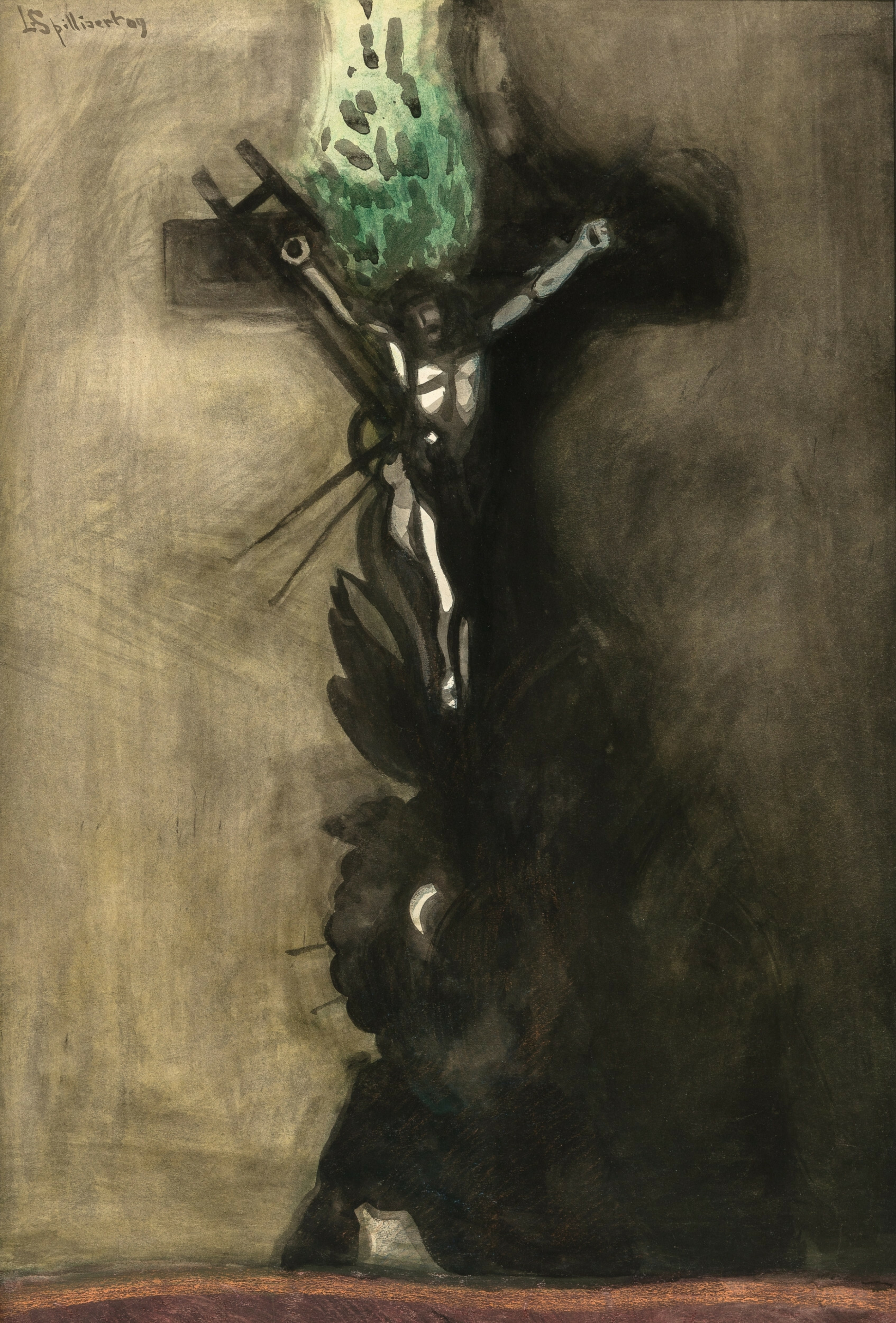
Распятие с пальмовой ветвью (1909)

В 1914 году, с началом Первой мировой войны, он был мобилизован на гражданскую службу. 23 декабря 1916 года он женился на Ракели Фергисон, и в марте следующего года они переехали в Брюссель. 15 ноября 1917 года родилась их единственная дочь Мадлен. Между тем Спиллиарт бежал от военной службы в нейтральную Швейцарию и оставался там до конца войны. Он даже попытался через Цвейга установить контакт с Лениным, но из этого ничего не вышло. В 1918 году он вернулся в Бельгию.
В том же году в популярной серии Collection du Petit Artiste вышла его книга «Зимние радости» (фр. Plaisirs d'Hiver). В 1920 году он подписал свой первый контракт с крупной галереей «Sélection, Atelier d’Art moderne» в Брюсселе. Сотрудничество оказалось не очень удачным, так как галерея явно предпочитала живопись в стиле экспрессионизма (крупнейшим представителем которого в Бельгии был Констант Пермеке). В 1922 году прошла первая персональная выставка Спиллиарта в другой брюссельской галерее, «Centaure». После этого существенную часть времени он с семьёй проводил в южной Франции. В 1927 году умер его отец, что означало для художника финансовые трудности и необходимость больше продавать свои работы. Так, он сотрудничал с сюрреалистическим журналом Variétés. В 1929 году в галерее «Galerie Georges Giroux» Брюсселе прошла большая персональная выставка Спиллиарта. В 1932 году, после путешествия в Италию, Австрию и Швейцарию, семья переехала в Брюссель, так как дочь художника начала музыкальное образование.
Во время Второй мировой войны Спиллиарт оставался в оккупированном немцами Брюсселе, но отклонял все предложения выставляться в Германии. В 1944 году в Брюсселе во Дворце искусств прошла его большая персональная выставка. 23 ноября 1946 года художник умер в Брюсселе от стенокардии, похоронен в Остенде.

## Творчество

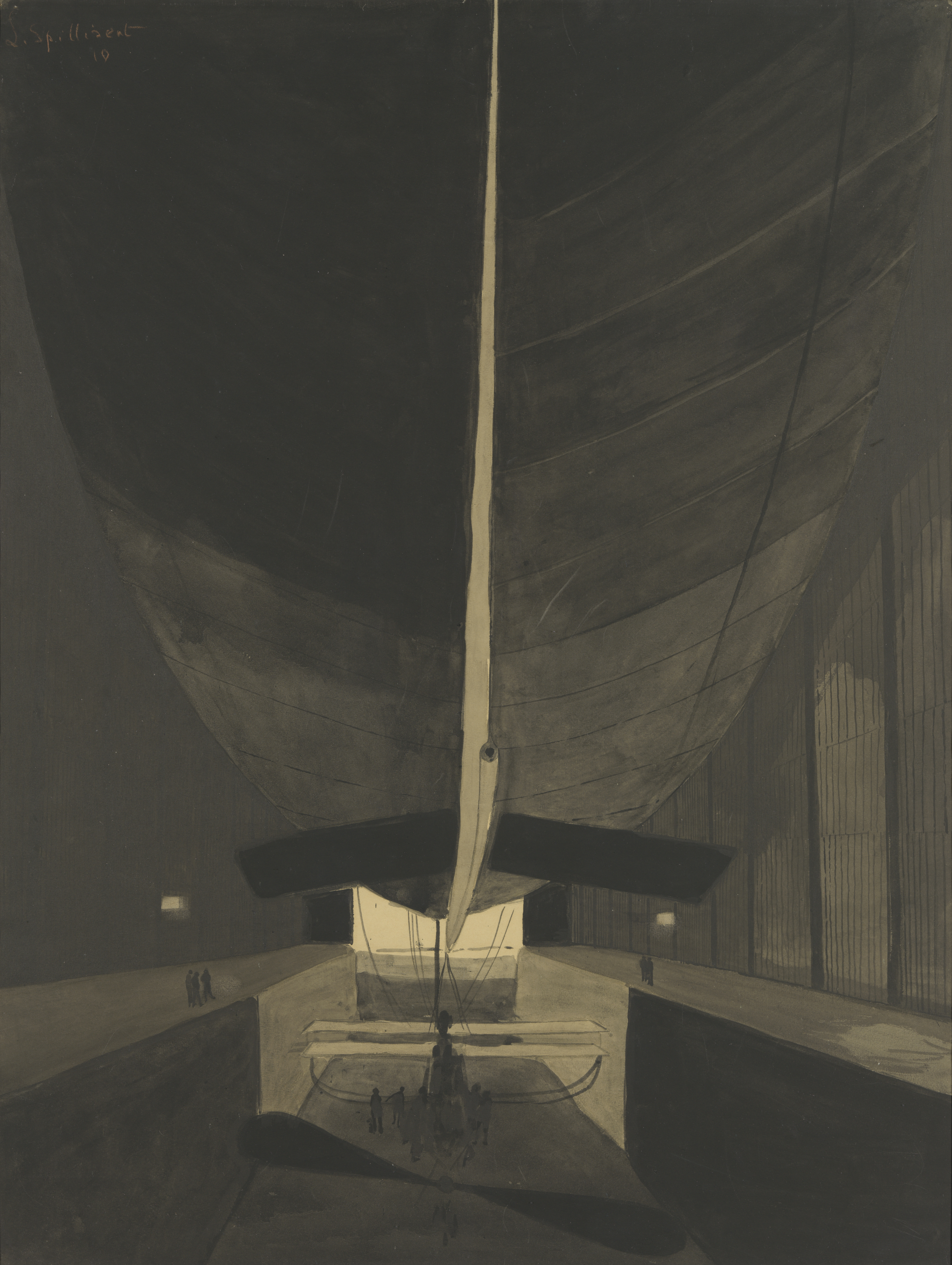
Дирижабль Belgique II в своем сарае (1910)

Леон Спиллиарт был ярчайшим представителем символизма в искусстве Бельгии, при этом известны и его живописные, и графические работы. В живописи Спиллиарта преобладают тёмные тона или хорошо очерченные контрасты между тёмным и светлым. Определённая тематика присутствует во всём его творчестве: женские фигуры, часто гротескные; натюрморты, очень простые по композиции и выдержанные в очень строгих тонах; столь же простые пейзажи, часто с лестницей или дорожкой света на воде. Около 1910 года он много изображал дирижабли. Его очень занимали сюжеты, связанные с жизнью и смертью, в частности, он неоднократно изображал распятие. В последний период своего творчества Спиллиарт всё больше уделял внимание пейзажу и во время войны писал почти исключительно стволы деревьев.

## Память
- В Остенде именем Леона Спиллиарта названа улица.
- В 2006 году Почтой Бельгии была выпущена почтовая марка, посвящённая художнику.